# هيلتون دوس ريس
هيلتون دوس ريس (بالبرتغالية: Helton dos Reis‏) (مواليد 1 مايو 1988 في ليون - فرنسا) لاعب كرة قدم فرنسي لعب سابقاً في نادي جدة في مركز الدفاع .

## روابط خارجية
- هيلتون دوس ريس على موقع قاعدة بيانات كرة القدم.إي يو (الإنجليزية)
- هيلتون دوس ريس على موقع Soccerway.com (الإنجليزية)
- هيلتون دوس ريس على موقع عالم كرة القدم.نت (الإنجليزية)
- هيلتون دوس ريس على موقع كووورة